# Gertrude Welcker
Gertrude Welcker, née le 16 juillet 1896 à Dresde et morte le 1er août 1988 à Danderyd, dans le comté de Stockholm , en Suède, est une actrice du théâtre et du cinéma muet allemand active au cinéma entre 1917 et 1925.

## Filmographie
- 1917 : Hans Trutz im Schlaraffenland
- 1917 : Eine Nacht in der Stahlkammer
- 1917 : Panzerschrank Nr. 13
- 1918 : Das Abenteuer einer Ballnacht
- 1918 : Der Fluch des Nuri
- 1918 : Que la lumière soit (Es werde Licht!) (3e partie) de Richard Oswald : la fille de paysans
- 1918 : Der Weltspiegel de Lupu Pick
- 1918 : Sein letzter Seitensprung
- 1918 : Die Diamanten des Zaren
- 1918 : Nocturno der Liebe
- 1919 : Die Verführten (de)
- 1919 : Fluch der Vergangenheit
- 1919 : Die Geisha und der Samurai
- 1919 : Der Teufel und die Madonna
- 1919 : Das Werk seines Lebens
- 1919 : Der Tänzer (zwei Teile)
- 1919 : Die Maske
- 1919 : Puppen des Todes
- 1919 : Die Duplizität der Ereignisse
- 1920 : Die Söhne des Grafen Dossy
- 1920 : Das Frauenhaus von Brescia
- 1920 : Lady Godiva
- 1920 : Algol (Algol. Eine Tragödie der Macht) de Hans Werckmeister : Leonore Nissen
- 1920 : L'Émeraude fatale (Abend… Nacht… Morgen) de Friedrich Wilhelm Murnau : Maud
- 1920 : Die Dame in Schwarz
- 1920 : Eine Frau mit Vergangenheit
- 1921 : Die goldene Kugel de Robert Wüllner : la femme
- 1921 : Sturmflut des Lebens
- 1921 :  Lady Hamilton de Richard Oswald : Arabella Kelly
- 1921 : Die Minderjährige
- 1922 : Docteur Mabuse le joueur (Doktor Mabuse, der Spieler) de Fritz Lang : la comtesse Told
- 1922 : Luise Millerin
- 1922 : Die Perlen der Lady Harrison
- 1922 : Dämon Zirkus
- 1923 : Zwischen Abend und Morgen
- 1923 : Zaida, die Tragödie eines Modells
- 1923 : Die Marionetten der Fürstin
- 1923 : Im Rausche der Leidenschaft
- 1923 : Dieter, der Mensch unter Steinen
- 1923 : Das Geschöpf
- 1925 : La Chronique de Grieshuus (Zur Chronik von Grieshuus) d'Arthur von Gerlach
- 1925 : Götz von Berlichingen zubenannt mit der eisernen Hand